# Ostrich Walking
Ostrich Walking (em tradução livre, Avestruz Caminhando) é um filme mudo britânico em curta-metragem, realizado em 1887, parte do estudo do inventor e fotógrafo Eadweard Muybridge à respeito do movimento animal. Atualmente, pode ser visualizado pelo YouTube, encontrando-se em domínio público pela data em que foi realizado. 
Não se trata de um filme como entendemos hoje, mas de uma sequência de fotografias dispostas de forma a criar a impressão de movimento.
Compõem-se de duas séries de imagens de uma avestruz andando: uma tirada de lado e a outra pelas costas. Produzidas entre 1883 e 1886, somente foram publicadas em 1887, em um portfólio intitulado “Animal Locomotion. An Electro-Photographic Investigation of Consecutive Phases of Animal Movements”, que trazia diversas imagens sobre o tema da locomoção dos seres.

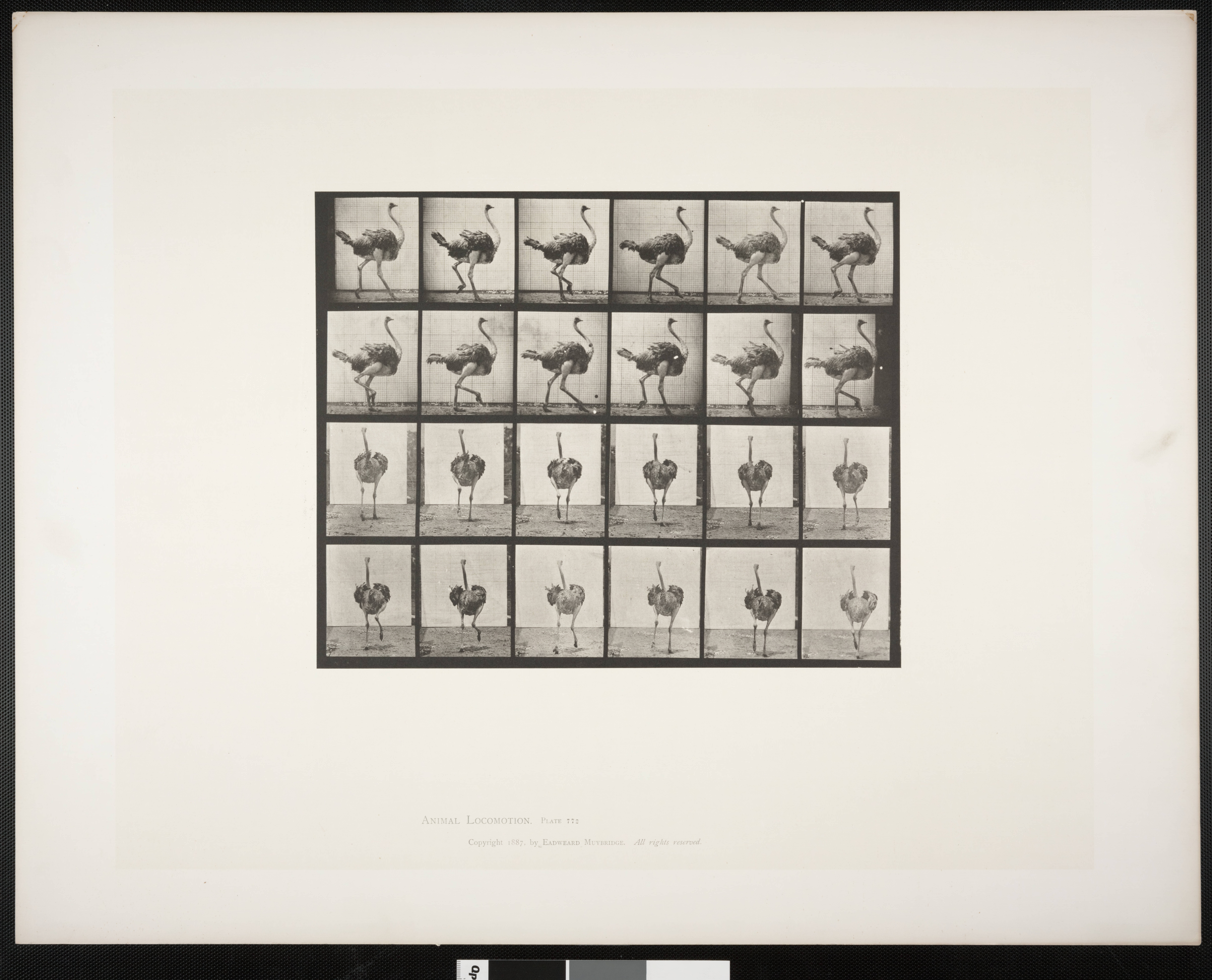
Sequência de fotografias de Ostrich Walking